# 高山郡
高山郡（朝鲜语：／ Kosan-gun）是朝鲜民主主义人民共和国江原道的一个郡。土地面积431平方公里。1991年估计人口16.8萬人。下辖1邑24里。邑中心部分光明里旧称释王寺里。有铁路江原线与平壤和平康郡相连。
處朝鲜半岛東北－西南横断的楸哥嶺裂谷帶之中，西为馬息嶺山脈，南为太白山脈。盆地地貌，有南大川。郡内最高峰是西南部楸愛山（1528公尺）。有13个水库，森林覆盖率63.8%。
经济以农业为主，產大米、玉米、小米、小麦、大麦、大豆、红豆等作物及水果。工业主要是采矿业，採金、银、铜、铁、石灰石、铅、锌、石膏等矿物。